# 国民協成進歩会
国民協成進歩会は大韓帝国末期の1910年に一進会の日韓併合請願を積極賛成しながら結成された団体である。略して協成進歩会とも呼んだ。
国民同志賛成会の併合支持活動に対する世論の叱咤が続くと類似団体として組職された。単純な日韓併合実施要求からもっと進んで併合後の政治体制に対する腹案を持っていることを掲げたし、「日韓両国を合わせて両国の民会を作って代議士資格で合意院を設置して国事を論議」しようと主張した。
結成日は1910年3月16日である。発起人は韓昌會（한창회）、兪鶴柱（유학주）など一進会々員と国民同志賛成会出身の前職軍人である趙悳夏（조덕하）を含んで全部で6名だった。会長には高位官僚を勤めた李正魯（이정로）を推戴したと発表したが李正魯は拒否した。国民協成進歩会は元老たちに趣旨書を送って参加を要求したがずっと拒絶された。
評議員たちは他の人を引き入れて国民協成進歩会に入会させる宣伝作業をすると同時に, 大韓帝国内閣と統監府に「合邦を速く施行してくれ」と請願した。一進会々長李容九が活動費を支援しながら日韓併合賛成に同意してくれと頼んだという説があるなど一進会と密接な関連があった。
よく似た時期に何日か間を置いて組職され、国民協成進歩会の核心人物である趙悳夏が参加した国民協成同進会と類似の団体である。1910年7月に統監府に人民の生活のためだと日韓併合を要求する手紙を提出した後、直ちに日韓併合が成立して、それ以上活動しなかった。

## 参考資料
- 친일인명사전편찬위원회 （2004年12月27日）. 《일제협력단체사전 - 국내 중앙편》. 서울: 민족문제연구소. ISBN 8995330724